# One Shot Summer (2000)
One Shot Summer è una raccolta di brani degli anni ottanta, pubblicata nel 2000 dalla Universal Music Italia srl.

## Il disco
La raccolta, pubblicata su CD e musicassetta, appartiene alla serie One Shot '80 della collana One Shot. Raccoglie i tormentoni estivi italiani e stranieri maggiormente ascoltati e richiesti durante gli anni 80, completando la serie One Shot '80 di cui conserva le caratteristiche distintive con la presenza di un opuscolo con testi originali, autori, durata e anno di pubblicazione dei brani inseriti e del tagliandi d'iscrizione al fan club.
La raccolta ha raggiunto la posizione numero 14 nella classifica degli album in Italia, risultando il 148° più venduto durante il 2000.
Nel 2010, è stato pubblicato con lo stesso titolo un volume doppio (2 CD), che estende la compilation ai brani fino all'estate del 2006.

## Tracce
Il primo è l'anno di pubblicazione del singolo, il secondo quello dell'album; altrimenti coincidono. 
1. Laid Back – Sunshine Reggae – 4:13 (Laid Back) – 1982, 1983
2. Kid Creole & The Coconuts – Endicott – 4:26 (August Darnell) – 1985
3. Bananarama – Cruel Summer – 3:29 (Bananarama, Steve Jolley, Tony Swain) – 1983, 1984
4. Jimmy Cliff – Reggae Night – 5:21 (La Toya Jackson, Amir Salaam Bayyan) – 1983
5. Katrina and the Waves – Walking on Sunshine – 3:56 (Kimberley Rew) – 1985
6. MC Miker G & DJ Sven – Holiday Rap[3] – 4:25 (Curtis Hudson, Lisa Stevens, Bruce Welch, Brian Bennet) – 1986
7. DeBarge – Rhythm of the Night – 3:53 (Diane Warren) – 1985
8. Spliff – Carbonara – 4:16 (Reinhold Heil) – 1982
9. Aswad – Don't Turn Around[4] – 3:36 (Diane Warren, Albert Hammond) – 1988
10. Sandy Marton – Exotic and Erotic (album version) – 4:20 (Aleksandar Marton) – 1985, 1986
11. Papa Winnie – Rootsie & Boopsie (medley) – 6:02 (testo: Winston Carlisle Peters – musica: Roberto Turatti, Mario Natale, Silvio Melloni, Gino Zandonà) – 1989
12. Elli Medeiros – A Bailar Calypso – 4:24 (Ramuntcho Matta, Elli Medeiros) – 1987
13. Musical Youth – Pass the Dutchie – 3:22 (Jackie Mittoo, Leroy Sibbles, Fitzroy Simpson, Lloyd Ferguson, Robert Lyn, George Bennett, Benjamin Brown) – 1982
14. Nik Kershaw – I Won't Let the Sun Go Down on Me – 3:15 (Nik Kershaw) – 1983, 1984
15. Arrow – Hot Hot Hot – 3:36 (Alphonsus Cassell alias Arrow) – 1983, 1982
16. Elegance – Vacances j'oublie tout – 5:03 (Pierre Zito, Patrick Bourges) – 1982
17. Righeira – L'estate sta finendo – 3:46 (testo: Stefano Rota, Stefano Righi – musica: Carmelo La Bionda, Stefano Righi) – 1985
18. Phoebe Cates – Paradise – 3:55 (Lawrence Russell Brown, Joel Diamond) – 1982

## Edizioni
- 2000 - One Shot Summer (Universal Music Italia srl, 314 5 24957 2, CD)
- 2000 - One Shot Summer (Universal Music Italia srl, 314 5 24957 4, MC)